# Jonatan Ramel
Karl Jonatan Blom Ramel, född 2 april 1986, är en svensk friherre, regissör, TV-producent, manusförfattare och skådespelare. Han är son till Mikael Ramel och barnbarn till Povel Ramel.

## Biografi
Jonatan Ramel började sin karriär 2002 i humorgruppen Tramsgänget vilken han arbetade med i över ett decennium, där han skrev, regisserade och skådespelade i samtliga produktioner. Sommarplågsparodin Dunkadunkalåt och teateruppsättningar som Efter Plugget och TRAMS Live blev framgångsrika på Kungsbacka teater som var gruppens hemmascen.
Han tilldelades Parnevikstipendiet 2008 "För sin snillrikedom inom revykonstens alla domäner" och har mottagit både Film i Halland och Region Hallands kulturstipendium samt Kungsbacka kulturpris och Humorns hus humorstipendium "För idogt och förtjänstfullt arbete i humorns tjänst" 2010.
2009 blev Ramel svensk mästare i revy då Tramsgänget kammade hem pris för Bästa sketch, bästa radiomässiga nummer samt ELIS-priset under Revy SM.
Den 9 juli 2007 hölls en minneskonsert för Povel Ramel i Blå hallen i Stockholms stadshus där Jonatan Ramel medverkade och tillsammans med bland andra Henrik Dorsin och Claes Eriksson tolkade han flera av Povel Ramels låtar och sketcher i hyllningsföreställningen En strut karameller på Vasateatern 2009.

### TV
Under fem säsonger skrev, regisserade och medverkade han i det flerfaldigt Kristallenprisade humorprogrammet Partaj i Kanal 5 och fick rollen som Jarmos pappa i spinoff-serien Bastuklubben.
Han har varit redaktör för Melodifestivalen två gånger och skrivit och regisserat TV-program som LOL: Skrattar bäst som skrattar sist, Hellenius hörna, Mumbo Jumbo, Bäst i test, Världens viktigaste kväll, Kurt & Lang, Duellen och Fångarna på fortet.

### Radio
När Ramel var fyra år gammal medverkade han i barnradioserien Musiktåget som lokföraren Tan-tan och skrev låten ”Servietter & kanel”. 2013 producerade han programmet ”Komiker vi minns - Tramsgänget” i Sveriges Radio P3 och drev just om att ingen kände till vilka de var. 2016 skrev och medverkade han i radioprogrammet Helt Sant i P4 och 2017 producerade han Trevlig helg i P3 med Louise Nordahl och Johan Bjerkander som skojade om aktuella händelser i nöjesvärlden.

## Filmografi (urval)

### Regi
- 2008 - Syskonsommar (kortfilm)
- 2009 - Trångt & Jobbigt (kortfilm)
- 2012 - 2014 - Punchline (TV-serie)
- 2013 - 2015 - Partaj (TV-serie)
- 2018 - 2020 - Mumbo Jumbo (TV-serie)
- 2019 - Melodifestivalen 2019
- 2019 - Bäst i test (TV-serie)
- 2020 - Kurt & Lang (TV-serie)
- 2019 - 2022 - Världens viktigaste kväll (TV-serie)
- 2022 - 2024 - LOL: Skrattar bäst som skrattar sist (TV-serie)

### Producent
- 2020 - 2021 - Mumbo Jumbo (TV-serie)
- 2023 - Laxbralla (TV-serie)

### Manus
- 2012 - 2014 - Punchline (TV-serie)
- 2013 - 2015 - Partaj (TV-serie)
- 2014 - Sommarkrysset
- 2015 - Partaj på scen
- 2016 - Så mycket roligare (TV-serie)
- 2017 - Hellenius hörna (TV-serie)
- 2018 - 2021 - Mumbo Jumbo (TV-serie)
- 2019 - Melodifestivalen 2019
- 2019 - 2022 - Världens viktigaste kväll (TV-serie)
- 2022 - 2024 - LOL: Skrattar bäst som skrattar sist (TV-serie)

### Skådespelare
- 2008 - Syskonsommar (kortfilm)
- 2012 - Nu blåser vi Sverige (TV-serie)
- 2012 - 2014 - Punchline (TV-serie)
- 2013 - 2015 - Partaj (TV-serie)
- 2014 - Bastuklubben (TV-serie)
- 2015 - Familjen Rysberg (TV-serie)

## Teater
| År   | Produktion             | Roll               | Regi            | Teater            |
| ---- | ---------------------- | ------------------ | --------------- | ----------------- |
| 2006 | Efter Plugget          | Filip Wiengård     | Jonatan Ramel   | Kungsbacka teater |
| 2007 | TRAMS Live             | Various characters | Jonatan Ramel   | Kungsbacka teater |
| 2009 | The Klinkerz           | Henrik Ljumkvist   | Jonatan Ramel   | Kungsbacka teater |
| 2009 | Fredagen den 13:e      | Freddy Krueger     | Jonatan Ramel   | Kungsbacka teater |
| 2009 | En strut karameller    | Sig själv          | Lotta Ramel     | Vasateatern       |
| 2012 | All in                 | Various characters | Jonatan Ramel   | Kungsbacka teater |
| 2014 | Revysion               | Various characters | Robin Muhr      | Berga teater      |
| 2016 | Ryms i rymden          | Various characters | Jonas Lidholm   | Berga teater      |
| 2019 | Det var på tiden       | Various characters | Daniel Ottosson | Berga teater      |
| 2024 | Tillbaka till samtiden | Various characters | Robin Muhr      | Berga teater      |

## Utmärkelser
- 2005 - Film i Hallands kulturstipendium
- 2007 - Region Hallands kulturstipendium
- 2008 - Parnevikstipendiet
- 2009 - Kungsbacka kulturpris
- 2009 - Bästa sketch, Bästa radiomässiga nummer, ELIS-priset - Revy SM
- 2010 - Humorns hus humorstipendium